# سن-روک-وست، کبک
سن-روک-وست (به فرانسوی: Saint-Roch-Ouest) شهری در منطقه شهری مونکالم ناحیه لانودییر در استان کبک کانادا است. در سرشماری سال ۲۰۱۱ این شهر ۳۲۹ نفر جمعیت داشته‌است و مساحت آن ۲۰٫۹ کیلومتر مربع است.